# Benthopecten munidae
Benthopecten munidae är en sjöstjärneart som beskrevs av H.E.S. Clark 1969. Benthopecten munidae ingår i släktet Benthopecten och familjen nålsjöstjärnor.
Artens utbredningsområde är havet kring Nya Zeeland. Inga underarter finns listade i Catalogue of Life.